# Ilex perado subsp. perado
Ilex perado subsp. perado é uma subespécie de planta com flor pertencente à família Aquifoliaceae.

## Portugal
Trata-se de uma subespécie presente no território português, nomeadamente no Arquipélago da Madeira.
Em termos de naturalidade é endémica da região atrás referida.

## Protecção
Não se encontra protegida por legislação portuguesa ou da Comunidade Europeia.